# Thymus villosus
Thymus villosus — вид рослин родини глухокропивові (Lamiaceae), зростає в Іспанії й Португалії.

## Опис
Напівкущик заввишки до 30 см. Стебла більш-менш вертикальні; молоді запушені білими волосками. Листки 6–12 × 0.5–1 мм, лінійні або лінійно-ланцетні, голі. Суцвіття головчасті, щільні, 20 мм. Приквітки 7.5–15 × 3.5–8 мм, запушені. Чашечка 5–6.5 мм, волосата. Віночок 6–10 мм, кремовий або пурпуровий; нижня губа складається з однакових часток ≈2 мм. Плід (горішок) — 1 × 0.7 мм, еліпсоїдний Подібний до T. cephalotos, але приквітки від злегка зубчастих до дрібно лопатевих і зелені повністю. Квіти, як правило, менше 1 см завдовжки.

## Поширення
Населяє південний захід Іспанії й південь Португалії. Зростає на висотах 160–1120 м н.р.м.